# Valeriu Pleșca
Valeriu Pleșca (n. 8 noiembrie 1958, Dumitreni, raionul Florești) este un politician, jurist, economist și om de afaceri din Republica Moldova, fost ministru al apărării al Republicii Moldova între anii 2004-2007 și fost deputat în Parlamentul Republicii Moldova între 1998 și 2004.

## Biografia și cariera
Valeriu Pleșca s-a născut la data de 8 noiembrie 1958 în satul Dumitreni din raionul Florești, RSS Moldovenească, URSS. După absolvirea studiilor medii, este angajat în anul 1975 ca muncitor la Fabrica de fermentare a tutunului din orașul Florești. Apoi, în perioada 1976-1978, își satisface serviciul militar obligatoriu în cadrul Armatei Uniunii Sovietice.
Între anii 1978-1983, a studiat la Facultatea de Drept din cadrul Universității de Stat din Moldova. După absolvirea Facultății, în perioada anilor 1983-1986 își începe activitatea în câmpul muncii în calitate de funcționar al Ministerului Asistenței Sociale. Între anii 1986-1991 activează în organele Procuraturii din sectorul Ciocana (municipiul Chișinău).
Din anul 1991, desfășoară activitate de antreprenoriat. În paralel, în perioada 1995-1998, studiază la Academia de Studii Economice, Facultatea de Management, ale cărei cursuri le absolvește în anul 1998.
În anul 1997, fondează Mișcarea social-politică "Forța Nouă", fiind ales președinte al acestei formațiuni politice.
Din anul 1998, este ales ca deputat în Parlamentul Republicii Moldova în legislatura a XIV-a pe listele Blocului Electoral "Pentru o Moldovă Democratică și Prosperă", condus de Dumitru Diacov. Din aprilie 1999 este vicepreședintele comisiei parlamentare pentru economie. În noiembrie 1999 a ieșit din fracțiunea Blocului "Pentru o Moldovă Democratică și Prosperă". În decembrie 1999, când Vladimir Voronin era desemnat drept candidat la funcția de prim-ministru, Valeriu Pleșca figura pe lista de candidați pentru a ocupa funcția de ministru al Economiei.
În perioada 1999-2003 deține funcția de președinte al Federației Naționale de Haltere din Republica Moldova.
A fost reales în anul 2001 ca deputat în legislatura a XIV-a pe listele Blocului "Alianța Braghiș". În anul 2002, aflându-se peste hotare, Valeriu Pleșca susținea o conferință de presă, în cadrul căreia afirma că va cere azil politic, "dacă regimul comunist nu-l va lăsa în pace". Această declarație a survenit după o serie de anchete ce au avut loc la firmelor sale din Chișinău, care după cum afirma el erau ordonate de către președintele Vladimir Voronin. În februarie 2003 a părăsit formațiunea "Alianța Braghiș", rămânând deputat independent. În parlament a mai deținut funcția de vicepreședinte al „comisiei parlamentare de drept, numiri și imunități”.
În anul 2003, Valeriu Pleșca, în calitate de lider al formațiunii politice "Forța Nouă", a fost printre cei 10 lideri de partid (Dumitru Diacov, Victor Morev, Gheorghe Sima, Ion Lipciu și alții) care au format un bloc parlamentar cu Partidul Comuniștilor.
La data de 29 decembrie 2004, prin decret prezidențial, deputatul independent Valeriu Pleșca este numit în funcția de ministru al apărării al Republicii Moldova. La data depunerii jurământului de către Valeriu Pleșca, președintele Vladimir Voronin a declarat că numirea unei persoane civile în funcția de ministru al Apărării se înscrie în contextul aspirațiilor de integrare europeană a Republicii Moldova.
În baza votului de încredere acordat de parlament, prin Decretul Președintelui Republicii Moldova, la 19 aprilie 2005, este numit pentru a doua oară în funcția de ministru al apărării în noul guvern format de către Vasile Tarlev.
În cadrul unui interviu acordat în iunie 2005 postului de radio "Europa Liberă" la întoarcerea de la Reuniunea Miniștrilor Apărării din cadrul parteneriatului Euroatlantic, ministrul apărării, Valeriu Pleșca, a declarat că, pe viitor, nu este exclusă aderarea Republicii Moldova la NATO.
Valeriu Pleșca a fost eliberat din funcția de ministru al apărării la data de 11 iunie 2007, fără a se menționa cauzele demiterii.
Din 2008, el este președinte al Fundației pentru promovarea reformelor în domeniul Justiției, Securității și Apărării „PRISA”. Din 2009, Valeriu Pleșca este vicepreședinte al Federației Naționale de Box. Din 2010, este reprezentant oficial în Republica Moldova al Institutului Strategiilor Economice al Academiei de Științe ruse “ИНЭС-Молдова”. și tot din 2010 2010 este președinte al Asociației Obșești “Retromobile Moldova”.
În 2010 a participat în calitate de candidat independent la alegerile parlamentare,  acumulând 2.036 de voturi valabil exprimate (0,12%), ceea ce nu i-a permis să depășească pragul electoral de 2%.
La alegerile locale din 2011 a participat din partea Blocului electoral “Forța a treia”, candidând inițial la funcția de primar al Chișinăului, iar apoi și la funcția de consilier în cadrul Consiliului municipal Chișinău.
În 2014 Valeriu Pleșca a fondat postul de televiziune “Moldavian Buiness Channel — MBC”, al cărui administrator a și devenit. La alegerile parlamentare din 30 noiembrie 2014 a candidat din nou ca independent, acumulând 991 de voturi valabil exprimate (0,06%), ceea ce nu i-a permis să depășească pragul electoral de 2%.

## Viața personală
Valeriu Pleșca este căsătorit și are doi copii. Conform Serviciului de Presă al Guvernului, Valeriu Pleșca vorbește limba engleză.
Valeriu Pleșca este cunoscut drept un prosper om de afaceri. El deține 32% din SRL “Engineering&Co”, 24% din SRL “Soft IT”, dar și 27,5% din “Steaua Grup” SRL (firmă de investiții imobiliare), unde Angela și Alexandru Pleșca – soția și, respectiv, fiul lui Valeriu Pleșca, sunt fondatori.

## Distincții
Pentru contribuția sa financiară la ridicarea unui nou paraclis la Mănăstirea Ciuflea, Mitropolitul Vladimir al Chișinăului și întregii Moldove i-a conferit la 21 aprilie 2009 Ordinul „Sf. Cneaz Vladimir", gr. III.